# High Society (1955)
High Society é um filme estadunidense de 1955,  do gênero comédia, dirigido por William Beaudine.

## Elenco
- Leo Gorcey como Terence Aloysius 'Slip' Mahoney
- Huntz Hall como Horace Debussy 'Sach' Jones
- Bernard Gorcey como Louie Dumbrowsky
- Amanda Blake como Clarissa Jones
- David Gorcey como Chuck
- Addison Richards como Sam Cosgrove
- Paul Harvey como Henry Baldwin
- Dayton Lummis como H. Stuyvesant Jones
- Ronald Keith como Terwilliger Debussy 'Twig' Jones III
- Gavin Gordon como Frisbie the Butler

## Prêmios e indicações
No Oscar 1957, o longa chegou a receber uma indicação na extinta categoria de Melhor História Original, mas a indicação foi revogada, pois, a intenção dos membros da Academia era indicar outro filme, o musical homônimo dirigido por Charles Walters e estrelado por Grace Kelly e Frank Sinatra. Após o equivoco vir à tona, os próprios roteiristas Edward Bernds e Elwood Ullman pediram que seus nomes fossem retirados do registro de indicados. A Academia anulou a indicação de ambos os filmes e naquele ano apenas quatro longas disputaram o prêmio de Melhor História Original. O musical de Charles Walters, no entanto, concorreu em outras duas categorias.